# Lipocrea
Lipocrea là một chi nhện trong họ Araneidae.